# MHC Křídla Sovětů
MHC Křídla Sovětů (ru: МХК Крылья Советов) byl hokejový klub z Moskvy, který hrával Ruskou ligu ledního hokeje (2. liga po Kontinentální hokejové lize) v Rusku. Zanikl roku 2010.